# Anolis williamsii
Espèce
Synonymes
- Norops williamsii (Bocourt, 1870)

Anolis williamsii est une espèce de sauriens de la famille des Dactyloidae. 

## Répartition
Cette espèce est endémique de l'État de Bahia au Brésil.

## Étymologie
Cette espèce est nommée en l'honneur de Charles H. Williams.

## Publication originale
- Bocourt, 1870 : Description de quelques sauriens nouveaux originaires de l'Amérique méridionale. Nouvelles Archives du Muséum d'Histoire Naturelle de Paris, vol. 6, p. 11-18 (texte intégral).